# Rhynchodontodes curvatula
Rhynchodontodes curvatula är en fjärilsart som beskrevs av W. Warren 1913. Rhynchodontodes curvatula ingår i släktet Rhynchodontodes och familjen nattflyn. Inga underarter finns listade.